# Baeacris morosus
Baeacris morosus är en insektsart som först beskrevs av Rehn, J.A.G. 1905.  Baeacris morosus ingår i släktet Baeacris och familjen gräshoppor. Inga underarter finns listade i Catalogue of Life.